# Jimmy Blanton
Pour les articles homonymes, voir Blanton.
Jimmy Blanton est un contrebassiste américain né en octobre 1918 à Chattanooga, Tennessee, et mort le 30 juillet 1942 à Los Angeles, Californie. Carrière fulgurante que celle de Jimmy Blanton où en l'espace de seulement deux ans il aura révolutionné l'instrument dans le cadre choisi de l'orchestre de Duke Ellington.

## Biographie
Il apprend très jeune le violon avec sa mère, qui dirige un orchestre, et la théorie musicale avec son oncle. Élève du « Tennessee State College », il y apprend la contrebasse et fait partie de l'orchestre de l'école, puis de plusieurs orchestres locaux dont celui de Fate Marable, qui se produit sur les riverboats. Il abandonne ses études en 1937 et part à Saint Louis, où il intègre le Jeter-Pillars Orchestra. C'est à Saint Louis que Duke Ellington le découvre : il l'engage pour partager le poste de contrebassiste de son orchestre, aux côtés de Billy Taylor jusqu'en février 1940 où désormais il est seul titulaire de l'instrument.
Mais Jimmy Blanton est atteint de tuberculose et doit quitter l'orchestre fin octobre 1941, remplacé par junior Raglin. Hospitalisé à Los Angeles fin 1941, il décède quelques mois plus tard à l'âge de vingt-trois ans.
Jimmy Blanton est le cousin de Wendell Marshall, également contrebassiste de Duke Ellington.

## Son style
S'engouffrant dans la voie entrouverte par Milt Hinton, John Kirby et Slam Stewart, Jimmy Blanton achève de libérer la contrebasse de son rôle de simple soutien rythmique et harmonique pour en faire une voix à part entière, un instrument mélodique capable de prendre des chorus. La souplesse de son jeu tranche avec la raideur de celui de la plupart de ses prédécesseurs, son attaque est franche, sa sonorité chaude et ronde. Et ses suiveurs sont légion. Pour n'en citer que quelques-uns : Ray Brown, Charles Mingus, Oscar Pettiford et Scott LaFaro. Sans oublier Richard Davis, possesseur depuis les années 1950 de la contrebasse de Jimmy Blanton, que lui donna Wendell Marshall. Ses chorus dans Jack the Bear du 6 mars 1940 marqueront une date dans l'histoire de la contrebasse comme le Body and Soul de Coleman Hawkins le sera pour le saxophone ténor.

## Repères discographiques
- Jack The Bear (Duke Ellington, 1940)
- Jumpin' Pumpkin (idem)
- John Hardy's Wife (idem, 1941)
- Pitter Panther Patter (en duo avec Duke au piano, 1940)
- Squatty Roo (Johnny Hodges, 1941)
- Un hommage appuyé et posthume lui a été rendu par Duke Ellington et Ray Brown dans un album enregistré en duo en 1972